# Alton North
Alton North és una concentració de població designada pel cens dels Estats Units a l'estat de Texas. Segons el cens del 2000 tenia 5.051 habitants.

## Demografia
Segons el cens del 2000, Alton North tenia 5.051 habitants, 1.141 habitatges, i 1.069 famílies. La densitat de població era de 465,4 habitants per km².
Dels 1.141 habitatges en un 65,8% hi vivien nens de menys de 18 anys, en un 74,7% hi vivien parelles casades, en un 14,4% dones solteres, i en un 6,3% no eren unitats familiars. En el 5,5% dels habitatges hi vivien persones soles l'1,2% de les quals corresponia a persones de 65 anys o més que vivien soles. El nombre mitjà de persones vivint en cada habitatge era de 4,43 i el nombre mitjà de persones que vivien en cada família era de 4,57.
Per edats la població es repartia de la següent manera: un 40,9% tenia menys de 18 anys, un 12,6% entre 18 i 24, un 28,1% entre 25 i 44, un 14% de 45 a 60 i un 4,4% 65 anys o més.
L'edat mediana era de 23 anys. Per cada 100 dones de 18 o més anys hi havia 92,4 homes.
La renda mediana per habitatge era de 17.461 $ i la renda mediana per família de 17.043 $. Els homes tenien una renda mediana de 12.098 $ mentre que les dones 13.906 $. La renda per capita de la població era de 5.259 $. Aproximadament el 54% de les famílies i el 54,6% de la població estaven per davall del llindar de pobresa.

## Poblacions més properes
El següent diagrama mostra les poblacions més properes.